# Соколец (Казатинский район)
Соколе́ц (укр. Сокілець) — село на Украине, находится в Казатинском районе Винницкой области. Расположено на реке Раставице.
Код КОАТУУ — 0521487203. Население по переписи 2001 года составляет 539 человек. Почтовый индекс — 22142. Телефонный код — 4342.
Занимает площадь 18,38 км².

## Адрес местного совета
22142, Винницкая область, Казатинский р-н, с.Соколец, ул.Ленина, 10